# Otto Teich
Franz Otto Teich (* 7. Dezember 1866 möglicherweise in Leipzig; † 15. April 1935) war ein deutscher Komponist und Musikverleger. 

## Leben

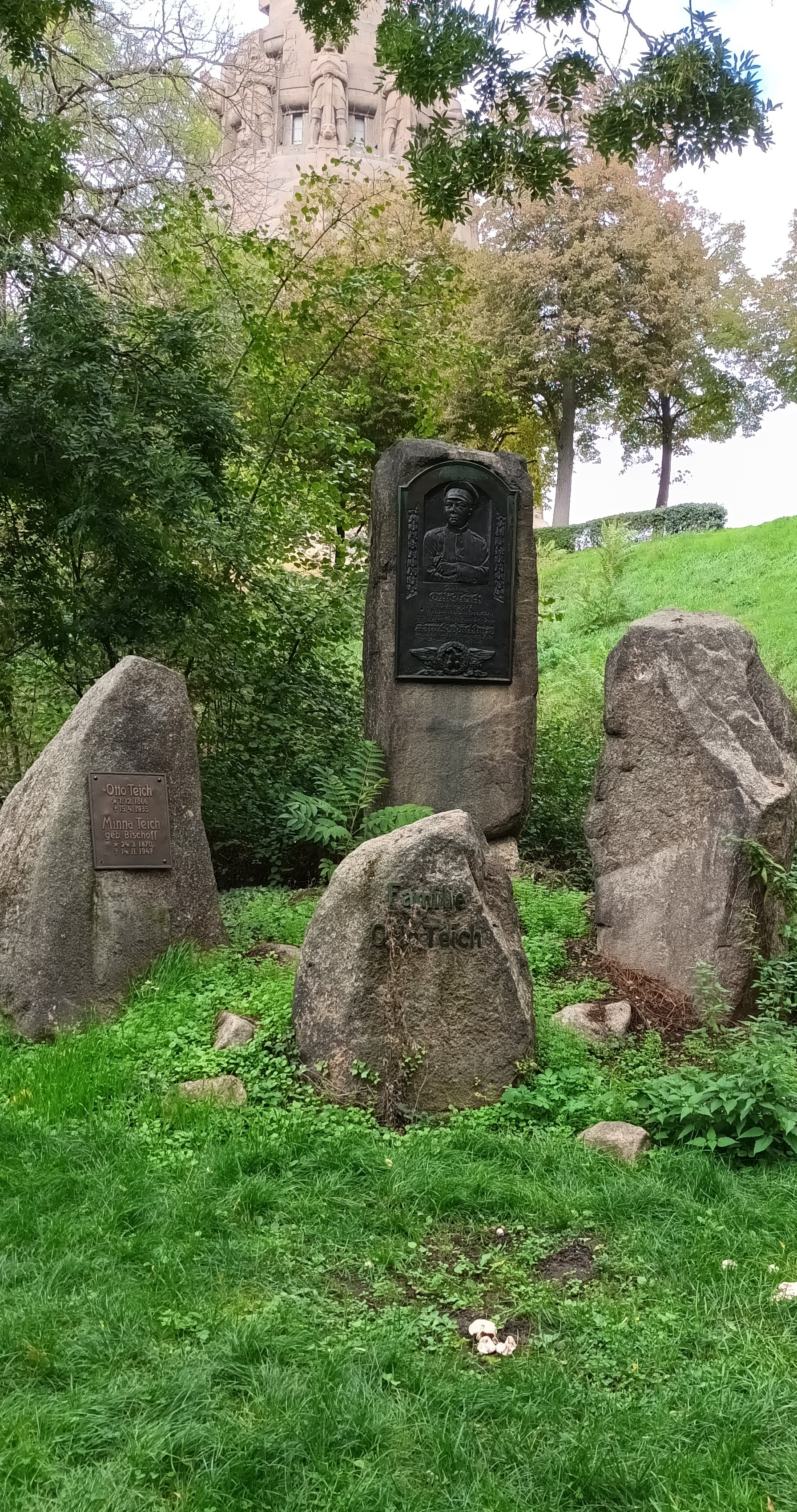
Grabstätte Otto Teich und Angehörige

Otto Teich war gelernter Musikalienhändler. Der Verlag Otto Teich wurde am 2. Januar 1889 in Darmstadt gegründet. 1892 war Teich ferner an der Gründung des Verlags C. F. Teich in Leipzig beteiligt. Seit 1896 publizierten beide Verlage in Leipzig, und ab 1906 war Otto Teich alleiniger Eigentümer beider Verlage.
Da sich der Verlag in der Anfangszeit keine fremden Komponisten leisten konnte, verlegte er zunächst überwiegend Kompositionen von Teich selbst. Teich schuf 675 Kompositionen. Sein bekanntestes Stück ist Im Grunewald ist Holzauktion, ein Rheinländer von Franz Meißner, zu dem er den Text beisteuerte.
Der Verlag erweiterte sein Publikationsspektrum im Laufe der Zeit um Couplets und humoristische Theaterstücke. Zu den bekannten von Otto Teich verlegten Künstlern gehört Otto Reutter. Nach Zwischenstationen nach dem Zweiten Weltkrieg in Frankfurt am Main und Stade bei Hamburg ist der Verlag seit 1954 in Darmstadt ansässig.
Archivgut des  C. F. Teich Verlags befindet sich heute im Sächsischen Staatsarchiv, Abteilung Staatsarchiv Leipzig.
Das Familiengrab Teich befindet sich auf dem Südfriedhof in Leipzig.